# متلازمة التوأم المتلاشي
متلازمة التوأم المتلاشي تم اكتشافها لأول مرة عام 1945، وهي اختفاء جنين أو أكثر في حالة الحمل بتوائم؛ يحدث للجنين إجهاض تلقائي ثم يمتص بواسطة الجنين الآخر أو الأم أو المشيمة، وقد يمتص كلياً مكوناً ما يعرف بالتوأم الورقي المتلاشي
وقد تزايدت الحالات التي تم اكتشافها منذ اكتشاف السونار (الموجات فوق الصوتية)، وتصل إلى 21-30% من حالات الحمل بتوائم في الولايات المتحدة الأمريكية، ونفس النسبة تقريباً على مستوى العالم.

## الأسباب
في أغلب الحالات يكون السبب مجهولاً، والشذوذات التي تؤدي إلى تلاشي التوائم تكون موجودة منذ بداية الحمل ولا تظهر بشكل مفاجئ، ويظهر تحليل المشيمة وأنسجة الجنين شذوذات صبغية (في الكروموسومات) لدى التوأم المختفي، بينما يكون التوأم الحي طبيعياً، وقد يلعب الانغراس الشاذ للحبل السري دوراً في المتلازمة.

## الأعراض والعلامات
غالباً ما تظهر مبكراً في الثلث الأول من الحمل، مثل:
- نزيف مهبلي[7]
- آلام الحوض
- تقلصات الرحم[8]

## المضاعفات
- الولادة المبكرة للتوأم الثاني
- انخفاض وزن الولادة للجنين الثاني؛ فنموه معرض بدرجة أكبر لأن يكون مقيداً الأمر الذي يزيد من احتمالية إصابته بالأمراض أو الوفاة.
- الشلل الدماغي التشنجي: توجد نظريتان تفسران الضرر الحادث للجهاز العصبي؛ الأولى هي نقل كمية كبيرة من الثرومبوبلاستين من التوأم المتلاشي إلى الآخر مما يسبب التخثر المنتثر داخل الأوعية، والثانية هي نقل كمية كبيرة من الدم من التوأم الحي إلى المتلاشي لانعدام مقاومة الأوعية لدى الأخير، مما يسبب تموج الضغط داخل أوعية الجنين الحي ومن ثم نزيف داخل الدماغ يسبب عطباً.
- عيوب خلقية أخرى: قد يكون الشلل الدماغي مصحوباً بصغر الرأس أو شق الشفة والحنك أو عيوب خلقية في القلب.
- عدم تنسج الجلد الخلقي: في الغالب بسبب نقص الإمداد الدموي لجزء من الجلد (ويحدث غالباً في الطفل الورقي).[5]

## التشخيص

### تحاليل معملية
في حالة المتلازمة المستجدة يرتفع مستوى بروتين البلازما المصاحب للحمل (PAPP-A [الإنجليزية]) والهرمون الموجه للغدد التناسلية المشيمائية.

### الموجات فوق الصوتية
لتشخيص حمل التوائم في بداية الحمل، ومع المتابعة يُلاحظ اختفاء أحدهما، كما يجب إجراؤها قبل توسيع وكحت الرحم للتأكد من عدم وجود جنين حي.

### فحص الزغابات المشيمية
قد تكون الوسيلة الوحيد لتشخيص تلاشي التوأم هي فحص الزغابات المشيمية تحت الميكروسكوب عند الولادة.

## العلاج
في حالة تلاشي التوأم في الثلث الأول من الحمل وعدم وجود مضاعفات لا يتم علاج الأم أو الجنين الحي، أما في حالة حدوثها فيما بعد تُعامل الحالة معاملة الحمل عالي الخطورة.
قد يتم إجراء توسيع وكحت الرحم فقط بعد إجراء أشعة الموجات فوق الصوتية والتأكد من عدم وجود جنين حي.